# Helobiae
Helobiae is de botanische naam van een orde van bloeiende planten. Het is een beschrijvende plantennaam, vanwege de groeiplaats (in moerassen).
Het Wettstein-systeem gebruikte deze naam voor een orde met de volgende samenstelling:
- orde Helobiae
  - familie Alismataceae
  - familie Butomaceae
  - familie Hydrocharitaceae
  - familie Scheuchzeriaceae
  - familie Aponogetonaceae
  - familie Potamogetonaceae
  - familie Najadaceae

Het APG II-systeem (2003) erkent niet een orde onder deze naam; deze families zijn geplaatst in de (veel grotere) orde Alismatales.